# Vicenç Genovart i Alsina
Vicenç Genovart i Alsina (Barcelona, 9 de setembre de 1851 - Barcelona, 28 d'agost de 1914) fou un pintor vuitcentista català, especialitzat en natures mortes. Es pot considerar un dels integrants del fortunyisme imperant en l'època, i un dels darrers representants de l'escola romàntica catalana. Hi ha obra seva al fons de la Reial Acadèmia de Belles Arts de Sant Jordi.

## Biografia
Va néixer a Barcelona, fill dels taverners Francisco Genovart i Pujol i de Rosa Alsina i Faura, ambdós de Barcelona, sent inscrit al Registre amb els noms de Vicenç Jaume Francesc de Paula.
Es va casar amb Ramona Boixet i Castells (1857-1919), germana del periodista i escriptor, director de La Vanguardia, Ezequiel Boixet. El també pintor i fotògraf Manuel Genovart i Boixet fou fill del matrimoni Vicenç Genovart i Ramona Boixet.